# Kardioida
Kardioida (krzywa sercowa) – krzywa opisywana przez ustalony punkt okręgu toczącego się bez poślizgu po zewnętrzu innego nieruchomego okręgu o tej samej średnicy. Kardioida jest odmianą epicykloidy.

Powstawanie kardioidy
Kardioida statycznie
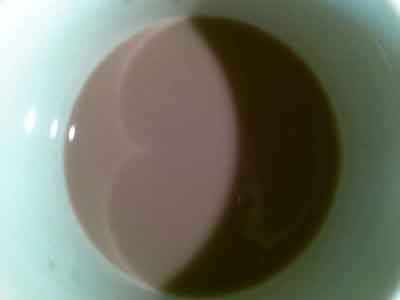
Kardioidalna kaustyka na powierzchni kawy

Kardioida może być również utworzona przez przekształcenie okręgu:
{\displaystyle \partial D=\left\{w:abs(2w)=1\right\}}
za pomocą funkcji zespolonej
{\displaystyle w\to c=w-w^{2}}.

## Równania
Kardioida dana jest równaniem:
{\displaystyle (x^{2}+y^{2}-ax)^{2}=a^{2}(x^{2}+y^{2})}
W układzie współrzędnych biegunowych równanie przyjmuje postać:
{\displaystyle r=a(1+\cos \theta )}
Pole powierzchni wynosi {\displaystyle {\tfrac {3}{2}}\pi a^{2},} zaś obwód {\displaystyle 8a.}